# Shoshanna Lonstein Gruss
Shoshanna Lonstein-Gruss ou Shoshanna Gruss, née le 29 mai 1975 à Manhattan (États-Unis), est une autrice et créatrice de mode américaine.
Elle est la fondatrice de la marque du même nom en 1998, dont elle est la directrice de la création.

## Biographie
Shoshanna Mara Lonstein naît et grandit à Manhattan. Son père, Zach Lonstein, est directeur exécutif chez Infocrossing. Elle étudie à l'école pour filles Nightingale-Bamford dans l'Upper East Side de New York, dont elle est diplômée en 1993. Elle commence le collège à l'université George-Washington à Washington, mais en 1994 elle intègre l'université de Californie à Los Angeles. En 1997, elle obtient une licence en histoire et en histoire de l'art.

### Carrière
En 1998, l'appui de son père lui permet de débuter dans une compagnie de vêtements,. Sa mission est de concevoir un vêtement qui s'adapte à différentes morphologies.
En 2013, Elizabeth Arden, Inc. lui permet de développer sa toute première collection comme directrice département Style. Gruss est depuis porte-parole pour la marque et responsable qualité en confection.

### Médias
Gruss apparaît dans de nombreux programmes télévisés, web-émissions et interviews, dont un épisode en 2008 de la série America's Next Top Model.

### Vie privée
Lycéenne de 16 ou 17 ans, elle rencontre Jerry Seinfeld âgé de 38 ans, dans un parc public,. Il obtient son numéro de téléphone à ce moment-là avant de commencer une relation qui attire l'attention du public car Seinfeld jouait à cette époque dans sa sitcom. Au début de leur relation, le magazine Spy qualifie Gruss de « legal voter » en référence à sa récente majorité. Leur relation dure environ 4 ans de 1993 à 1997. C'est à cette époque que Shoshanna Lonstein intègre l'université George-Washington  pour se rapprocher de Jerry Seinfeld. Mais New York lui manque, puis vient s'ajouter leur sensibilité à la pression médiatique ce qui fragilise leur relation jusqu'à son terme.
Le 10 mai 2003, Lonstein a épousé Joshua Gruss, fils du financier Martin D. Gruss et petit-fils du financier et philanthrope Joseph S. Gruss,. Joshua Gruss est associé chez Gruss & Co. une société d'investissements privés située à  New York et PDG de Round Hill Music. Le couple a trois enfants : une fille Sienna née en 2005 et des jumeaux Angelica et Joseph Colby nés en 2012. Sienna est aujourd'hui mannequin pour sa mère. Joshua Gruss et Soschanna Lonstein divorcent en 2014.
Shoshanna Lonstein-Gruss vit sur le Upper East Side de Manhattan avec ses enfants.

## Philanthrope
Gruss fait partie du conseil d'administration de la synagogue réformée temple Emanu-El de New York et de l'école Nightingale-Bamford et membre de leur comité du conseil des anciennes élèves.[pertinence contestée] Gruss a été vice-présidente du comité associé du Memorial Sloan-Kettering Cancer Center et de son comité des enfants de 2012 à 2014[pertinence contestée].